# .py
.py – domena internetowa przypisana do Paragwaju.
Korporacja ICANN pod naciskiem Rosji rozważała wprowadzenia domeny .ру (.ru pisane cyrylicą), jednak ze względu na istnienie powyższej domeny i podobieństwo znaków, uznała to za niemożliwe.